# Посёлок отделения № 3 совхоза «Красная Звезда»
отделения № 3 совхоза «Красная Звезда» — поселок в Суровикинском районе Волгоградской области России.
Входит в состав Сысоевского сельского поселения.

## География
Расположен на притоке реки Аксенец в 26 км к юго-западу от города Суровикино.

## Население
| 2010 |
| ---- |
| 75   |